# FAB-5000NG
FAB-5000NG (ros. ФАБ-5000НГ) – najcięższa radziecka bomba lotnicza użyta podczas II wojny światowej.

## Historia
Bomba FAB-5000NG została opracowana przez zespół, którego szefem był prof. Nison Ilicz Gelpierin. Składała się z podwójnej skorupy (zewnętrzna z blachy stalowej, wewnętrzna żelazobetonowa) wypełnionej 3200 kg materiału wybuchowego. W celu zmniejszenia prawdopodobieństwa niewybuchu i zwiększenia równomierności detonacji materiału wybuchowego bombę wyposażono w siedem zapalników (czołowy i po trzy z każdego boku korpusu).
Bomba FAB-5000NG została przyjęta do uzbrojenia 15 lutego 1943 roku. Wcześniej przeprowadzono kilka prób, w czasie których bombę zrzucano na różne cele (las, mała wyspa). Jedynym nosicielem bomby FAB-5000NG był ciężki bombowiec Pe-8. Nawet w przypadku tego samolotu, o największym wśród ówczesnych samolotów ZSRR udźwigu i rozmiarze komory bombowej, niemożliwe było całkowite zamknięcie drzwi komory bombowej.
Pierwszy bojowy zrzut bomby FAB-5000NG przez Pe-8 746. pułku 45. dywizji lotniczej miał miejsce nocą 28 kwietnia 1943 roku w czasie nalotu na Królewiec. W 1943 i 1944 jeszcze kilkakrotnie użyto bomb FAB-5000NG. Częstsze użycie tej bomby było niemożliwe z powodu wysokiej masy i rozmiarów. Bombowiec Pe-8 z bombą FAB-5000NG miał znacznie ograniczony zasięg, a z powodu niedomkniętych drzwi komory bombowej i przeciążenia utrudniony był start tak uzbrojonym samolotem.
Między innymi, 19 lipca 1943 dwie bomby zrzucono na węzeł kolejowy i zgrupowanie wojsk w Orle w okresie bitwy kurskiej, a 7 lutego 1944 dwie bomby zrzucono na Helsinki. W 1944 roku zaprzestano użytkować bojowo samolotów Pe-8 – jedynych nosicieli FAB-5000.